# Santiago Tlautla
Santiago Tlautla är en ort i Mexiko.   Den ligger i kommunen Tepeji del Río de Ocampo och delstaten Hidalgo, i den sydöstra delen av landet, 60 km norr om huvudstaden Mexico City. Santiago Tlautla ligger 2 113 meter över havet och antalet invånare är 2 336.
Terrängen runt Santiago Tlautla är kuperad åt sydväst, men åt nordost är den platt. Santiago Tlautla ligger nere i en dal. Runt Santiago Tlautla är det ganska tätbefolkat, med 155 invånare per kvadratkilometer. Närmaste större samhälle är Colonia Santa Teresa, 19,6 km sydost om Santiago Tlautla. I omgivningarna runt Santiago Tlautla växer huvudsakligen savannskog.